# Damian Boeselager
Damian Hieronymus Johannes Freiherr von Boeselager (Francoforte sul Meno, 8 marzo 1988) è un politico tedesco, europarlamentare per Volt Europa dal 2019.

## Biografia
Damian von Boeselager è nipote di Philipp von Boeselager, ufficiale coinvolto nell'attentato a Hitler del 20 luglio 1944.
Nel 2017, assieme ad Andrea Venzon e Colombe Cahen-Salvador, ha fondato Volt Europa, di cui poi ha ricoperto la carica di vicepresidente fino al 2019. Si è candidato in Germania alle elezioni europee del 2019 ed è stato quindi eletto, diventando così il primo europarlamentare di Volt. Alle elezioni europee del 2024, anche grazie ad un exploit di Volt Germania, viene rieletto in Europarlamento.